# Кучин (Монецький повіт)
Кучин (пол. Kuczyn) — село в Польщі, у гміні Моньки Монецького повіту Підляського воєводства.
Населення — 107 осіб (2011).
У 1975-1998 роках село належало до Білостоцького воєводства.

## Демографія
Демографічна структура станом на 31 березня 2011 року:
|          | Загалом | Допрацездатний вік | Працездатний вік | Постпрацездатний вік |
| -------- | ------- | ------------------ | ---------------- | -------------------- |
| Чоловіки | 53      | 9                  | 36               | 8                    |
| Жінки    | 54      | 15                 | 25               | 14                   |
| Разом    | 107     | 24                 | 61               | 22                   |